# Tornos brutus
Tornos brutus là một loài bướm đêm trong họ Geometridae.